# سینماهای ریل، بریتانیا
سینماهای ریل (انگلیسی: Reel Cinemas) یک مجموعه سینمایی در کشور بریتانیا است.
پیکچرهاوس در سال ۲۰۰۱ تأسیس و دارای ۱۵ مجموعه سینمایی و ۷۰ سالن می‌باشد.

## سینماها
| شهر               | سالن | سینما               | توضیحات                                                                                         |
| ----------------- | ---- | ------------------- | ----------------------------------------------------------------------------------------------- |
| Borehamwood       | ۴    | The Point           |                                                                                                 |
| بریج‌نورث          | ۳    | The Majestic        |                                                                                                 |
| برنلی             | ۹    | Hollywood Park      | خریده شده از سینماهای آپولو در سال ۲۰۱۲                                                         |
| چیپنهام           | ۲    | The Astoria         |                                                                                                 |
| چورلی             | ۶    | Chorley Market Walk | Extension to Chorley Market Walk to be completed in late 2018.                                  |
| فارهام            | ۵    |                     | خریده شده از سینماهای آپولو در سال ۲۰۱۲                                                         |
| گرانتهام          | ۲    | The Paragon         |                                                                                                 |
| کینگستون آپون هال | ۷    | Reel Cinema         | One of their largest locations which is located in St Stephens Shopping Centre in Central Hull. |
| ایلکستون          | ۱    | The Scala           |                                                                                                 |
| کیدرمینستر        | ۴    |                     |                                                                                                 |
| مورکم             | ۴    |                     | خریده شده از سینماهای آپولو در سال ۲۰۱۲                                                         |
| پلیموث            | ۳    | The ABC             |                                                                                                 |
| بندر تالبوت       | ۶    |                     | خریده شده از سینماهای آپولو در سال ۲۰۱۲                                                         |
| Quinton           | ۴    | The Danilo          | قبلاً متعلق به سینماهای اودئون بوده                                                              |
| ویدنز             | ۵    |                     |                                                                                                 |
| یورک              | ۵    | The Odeon           | قبلاً متعلق به سینماهای اودئون بوده Sold to Everyman                                             |

## نگارخانه

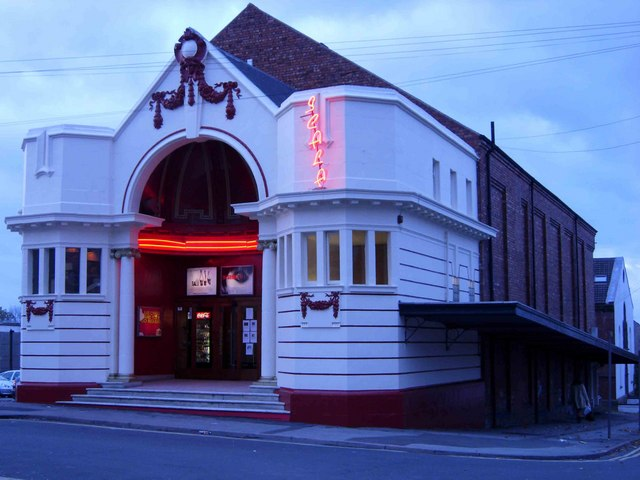
The Scala, Ilkeston
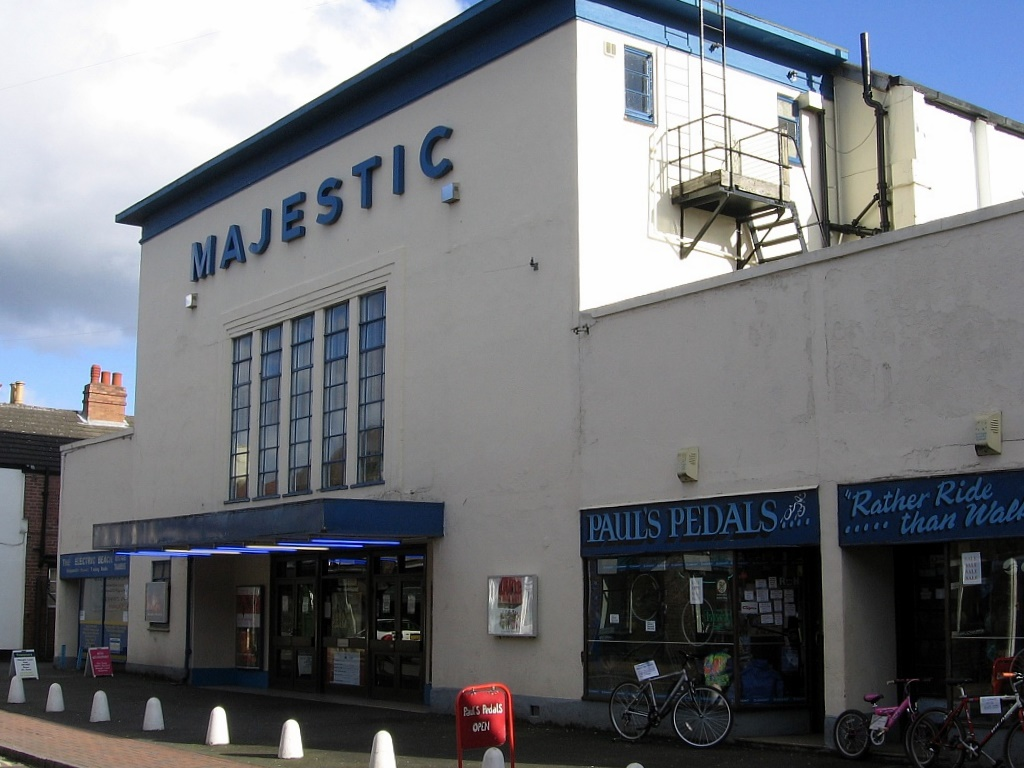
The Majestic, Bridgnorth
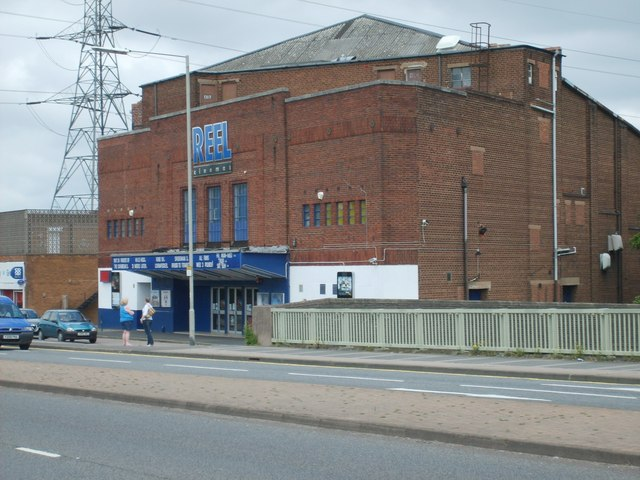
The Danilo, Quinton
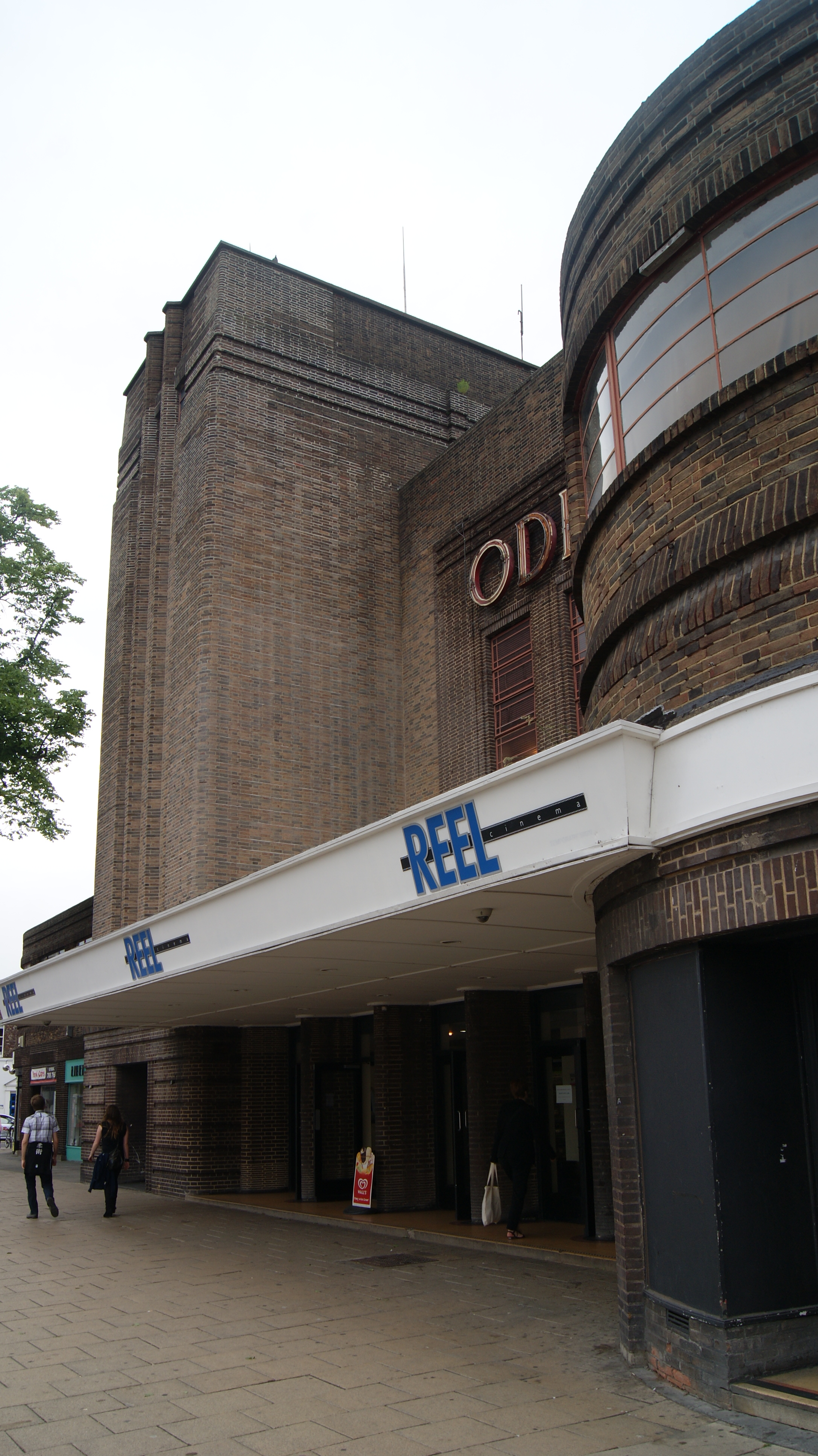
The Odeon, York